# Robert Costanzo
Robert Costanzo, né Robert Jason Costanzo est né le 20 octobre 1942 à Brooklyn (New York) , est un acteur américain.

## Vie privée
Robert Costanzo est le fils de l'acteur Carmine Costanzo.

## Filmographie

### Acteur

#### Cinéma
- 1974 : Les Pirates du metro (The Taking Of Pelham 1 2 3) de Joseph Sargent : un policier new-yorkais (non crédité)
- 1977 : Between the Lines de Joan Micklin Silver : Austin's Men
- 1977 : Adieu, je reste (The Goodbye Girl) de Joan Micklin Silver : Liquor Store Salesman
- 1977 : La Fièvre du samedi soir (Saturday Night Fever) de John Badham : Paint Store Customer
- 1978 : Just Tell Me You Love Me de Tony Mordente : Hotel Security
- 1978 : Les Chaînes du sang (Bloodbrothers) de Robert Mulligan : Vic
- 1980 : Fatso (en) de Anne Bancroft : Johnny
- 1982 : L'Usure du temps (Shoot the Moon) de Alan Parker : Leo Spinelli
- 1983 : La Nuit des juges (The Star Chamber) de Peter Hyams : sergent Spota
- 1983 : Second Chance (Two of a Kind) de John Herzfeld : Capitaine Cinzari
- 1984 : Les Branchés du Bahut de Robert Butler : Charlie
- 1985 : Le Bateau phare (The Lightship) de Jerzy Skolimowski : Stump
- 1986 : The Boss' Wife (en) de Ziggy Steinberg : Eddie
- 1990 : Total Recall de Paul Verhoeven : Harry
- 1990 : Dick Tracy de Warren Beatty : le garde du corps de Lips
- 1990 : 58 minutes pour vivre (Die Hard 2 : Die Harder) de Renny Harlin : Sergent Vito Lorenzo
- 1990 : Masters of Menace de Daniel Raskov : Pilot
- 1991 : La Vie, l'Amour, les Vaches (City Slickers) de Ron Underwood : Sal
- 1991 : Delusion (en) de Carl Colpaert : Myron Sales
- 1992 : We're Talking Serious Money (en) de James Lemmo (en) : Michael
- 1992 : Obsession fatale (Unlawful Entry) de Jonathan Kaplan : Bail Bondsman
- 1992 : Lune de miel à Las Vegas (Honeymoon in Vegas) de Andrew Bergman : Sidney Tomashefsky
- 1993 : Les Veuves joyeuses (The Cemetary Club) de Bill Duke: Morty
- 1993 : Relentless 3 (en) de James Lemmo (en) : Roy Kalewsky
- 1993 : Max, le meilleur ami de l'homme (Man's Best Friend) de John Lafia : Détective Kovacs
- 1993 : Batman contre le fantôme masqué (Batman: Mask of the Phantasm) de Eric Radomski et Bruce Timm : Détective Harvey Bullock (voix)
- 1994 : Rave Review de Jeff Seymour : Peter Watki
- 1994 : L'Irrésistible North (North) de Rob Reiner : Al
- 1994 : Lady in Waiting de Fred Gallo : Charlie Burns
- 1994 : Lion Strike de Rick Jacobson, Joe Hart et Paul G. Volk : Louie
- 1995 : Dream a Little Dream 2 (en) de James Lemmo (en) : Mr McVie
- 1995 : For Better or Worse de Jason Alexander : Ranzier
- 1995 : Forget Paris de Billy Crystal : Waiter
- 1995 : The Misery Brothers de Lorenzo Doumani : Lorenzo Doumani
- 1996 : For Which He Stands de Nelson McCormick : Izzy
- 1996 : Underworld (en) de Roger Christian : Stan
- 1996 : Storybook de Lorenzo Doumani : Panzius (voix)
- 1997 : Wounded de Richard Martin : Stu Sachen
- 1997 : Plump Fiction de Bob Koherr : Montello Hungry
- 1997 : Lunker Lake de Randy Towers : Weasel Swindell
- 1998 : Can I Play? (court métrage) de Jim Katz : Store Owner
- 1998 : Batman et Mr. Freeze : Subzero (Batman and Mr Freeze: SubZero) de Boyd Kirkland : Détective Harvey Bullock (voix)
- 1998 : Parrain malgré lui (es) (Hoods) de Mark Malone : Mario
- 1998 : Air Bud 2 (Air Bud : Golden Receiver) de Richard Martin : Coach Fanelli
- 1998 : With Friends Like These... (en) de Philip Frank Messina : Johnny DiMartino
- 1999 : Hercules: Zero to Hero (en) de Bob Kline : Philoctetes (voix)
- 1999 : Do You Wanna Dance? de Michael A. Nickles : Père Chris
- 1999 : Le Quatrième Étage (The 4th Floor) de Josh Klausner : Exterminator
- 2000 : Mambo Café de Reuben Gonzalez : Fat Tony
- 2000 : Le bébé s'est envolé (Baby Bedlam) de Eric Hendershot : Danny
- 2000 : The Last Producer (en) de Burt Reynolds : Moogian
- 2000 : Wannabes (en) de Charles A. Addessi et William DeMeo : Mr Letto
- 2001 : L'Amour en partage (Above & Beyond) de Stuart Alexander : Joseph Fanelli
- 2001 : MVP: Most Vertical Primate (en) de Robert Vince : Beat Cop
- 2002 : The Rose Technique (en) de Jon C. Scheide : Vince Trane
- 2003 : A Family X-mas de Warren Eig : Johnny Guccianno
- 2003 : Carolina de Marleen Gorris : Perfect Date Contestant
- 2003 : Alex et Emma (Alex & Emma) de Rob Reiner : Conducteur de bus
- 2003 : Batman : La Mystérieuse Batwoman (Batman: Mystery Of The Batwoman) de Curt Geda : Détective Bullock (voix)
- 2004 : Knit Wits (court métrage) de Warren Eig : Carmine
- 2004 : Volare (court métrage) de Tamela D'Amico : Big Bobby
- 2004 : Mafioso: The Father, the Son de Anthony Caldarella : Antonio Paradiso
- 2005 : Down and Derby (en) de Eric Hendershot : Claude
- 2005 : The Third Wish de Shelley Jensen : Mr forelli
- 2005 : Searching for Bobby D de Paul Borghese : Aldo
- 2005 : In the Mix de Ron Underwood : Fat Tony
- 2006 : All In de Nick Vallelonga : Drunk #1
- 2006 : Jesus, Mary and Joey de James Quattrochi : Rocco
- 2007 : Urban Decay (en) de Harry Basil : Fetz
- 2007 : Banished de Omid Shabkhiz : Sal
- 2007 : Gone (court métrage) de Brian Cavallaro : Dr Sol Rubin
- 2007 : Frankie the Squirrel (court métrage) de Brian Cavallaro : Dr Sol Rubin
- 2007 : Leo (court métrage) de Joseph D. Reitman : Agent
- 2008 : The Flyboys (en) de Rocco DeVilliers : Carmine
- 2008 : The Unknown Trilogy de Brian Cavallaro et Sal Mazzotta : Dr Sol Rubin
- 2008 : West of Brooklyn de Danny Cistone : Papo
- 2008 : The Big Shot-Caller (en) de Marlene Rhein : Rudy
- 2008 : The Warehouse Job (court métrage) de Jesse Toledano : Victor
- 2009 : Dark Room Theater de Benjamin Pollack : Luke
- 2009 : Difficult to Stay Alive and Die (court métrage) de Michael Bail : Geo
- 2010 : Un seul deviendra invincible 3 (Undisputed III: Redemption) de Isaac Florentine : Farnatti
- 2010 : Wild Ride de Scott Thomas :
- 2010 : Monster Heroes de Danny Cistone : Sitcom Dad
- 2010 : Shakey Grounds (court métrage) de Josh Muscatine : Mr Preston
- 2011 : The Last King Blood (court métrage) de Jonathan Vender : Ed
- 2011 : Judy Moody and the Not Bummer Summer (en) de John Schultz : Herb
- 2011 : Can Frankie Come Out? (court métrage) de Robert Costanzo et David Bacon : Oncle Jackie
- 2012 : Foodfight! de Larry Kasanoff : Maximilius Moose (voix)
- 2012 : Hotchfeld de Barry Kneller : Tony Morracio
- 2013 : Goat de Paul Borghese : Lenny Leone
- 2013 : Moretti (court métrage) de Albert Salaz Jr. : Michael Moretti
- 2013 : 2 Dead 2 Kill de Michael J. Hach et Neil Kinsella : The Deuce
- 2014 : The Last American Guido de Vito LaBruno : Oncle Felix
- 2014 : Scenes from Powned (court métrage) de C.G. Ryche : Tony Gambini
- 2015 : Sharkskin de Dan Perri : Le maire La Guardia
- 2015 : A Way Out (court métrage) de Jason Tostevin : Vick
- 2015 : Beast Mode de Chris W. Freeman et Spain Willingham : Chrome Mangle
- 2015 : Last Days of Coney Island (court métrage) de Ralph Bakshi : Max (voix)
- 2015 : Stevie D de Chris Cordone : Tony Muccerino

#### Télévision

##### Téléfilms
- 1978 : A Question of Guilt de Robert Butler : Norman Picher
- 1981 : Sizzle de Don Medford : Al Capone
- 1982 : Million Dollar Infield de Hal Cooper : Artie Levitas
- 1982 : Honeyboy de John Berry : Tiger's Trainer
- 1983 : Likely Stories, Vol. 4 de Peter Bonerz, Danny DeVito, David Jablin et Bruce Kimmel :
- 1983 : Kennedy contre Hoffa (en) (Blood Feud) de Mike Newell : Rocky
- 1984 : La Guerre des casinos (The Vegas Strip War) de George Englund : Stan Markham
- 1984 : The Ratings Game (en) de Danny DeVito : Nunzio
- 1986 : Triplecross de David Greene : Jack Avalon
- 1987 : Bennett Brothers de Will Mackenzie : Mike
- 1988 : The Secret Life of Kathy McCormick (en) de Robert Michael Lewis : Sid
- 1988 : Crossing the Mob de Steven Hilliard Stern :
- 1988 : Miracle at Beekman's Place de Bernard L. Kowalski : Mario D'Agostino
- 1989 : The Flamingo Kid de Richard Rosenstock : Angry Man
- 1989 : My Boyfriend's Back de Paul Schneider : Nick
- 1989 : Little White Lies de Anson Williams :
- 1990 : La femme blessée (en) (Voices Within: The Lives of Truddi Chase) de Lamont Johnson :
- 1992 : Maid for Each Other (en) de Paul Schneider : Lieutenant Jardine
- 1997 : The Batman Superman Movie: World's Fines de Toshihiko Masuda : Détective Harvey Bullock (voix)
- 2001 : 61* de Billy Crystal : Toots Shor
- 2001 : Appelez-moi le Père Noël ! (Call Me Claus) de Peter Werner : Teamster Santa
- 2004 : Helter Skelter : La folie de Charles Manson de John Gray : Leno LaBianca
- 2004 : Amour impossible (Life on Liberty Street) de David S. Cass Sr. : Gil
- 2010 : Roomies de Anthony Sclafani Jr. : le père de Sam

##### Séries télévisées
- 1977-1982 : Barney Miller : Bill Kerlin / Ed Foronjy / Professeur Vincent Thorndyke
- 1978-1983 : Alice : Male Customer / Lenny
- 1978 : Rhoda (en) : Un étudiant
- 1978 : The Bob Newhart Show (en) : Sal Petrone
- 1978 : Baretta : Kresler
- 1978-1979 : Joe & Valerie (en) : Vincent Pizo
- 1979 : Lou Grant : Tannenberg
- 1979-1980 : The Last Resort (en) : Murray
- 1979-1981 : The White Shadow (en) : Mr Pettrino
- 1981 : Soap : Carny
- 1981 : Drôles de dames (Charlie's Angels) : Mac Gossett
- 1981 : Checking In (en) : Hank Sabatino
- 1982 : It's a Living (en) : Vinnie the Hat
- 1982 : Police Squad : Léo
- 1982, 1985 et 1988 : Hôpital St Elsewhere (St. Elsewhere) : Mr Broadwater
- 1982 et 1986 : Cagney et Lacey (Cagney and Lacey) : Scafali / Monk
- 1983 : Allô Nelly bobo (Gimme a Break!) : Mr Brandt
- 1983 : We Got It Made (en) : Mike
- 1983 : Bay City Blues (en) :
- 1984 : Mike Hammer (Mickey Spillane's Mike Hammer) : Ari Artel
- 1984 : Mama Malone (en) :
- 1984 : Capitaine Furillo (Hill Street Blues) : Lester Franco
- 1984 : Rick Hunter (Hunter) : Benny
- 1984 : Madame est servie (Who's the Boss?) : Robaire
- 1984-1987 : Sacrée Famille (Family Ties) : Max Schneider / Waiter / Sam / Carmine / Larry Briganti
- 1985 : L'Homme qui tombe à pic (The Fall Guy) : Duke
- 1985 : Tonnerre mécanique (Street Hawk) : Phil Simkins
- 1985 : La Cinquième Dimension (The Twilight Zone) : Joe Rubello
- 1985 : Stir Crazy (en) : Coach Lou Patreno
- 1986 : Fame : Artie Horowitz / Ralph
- 1986 : Alf : Tow truck driver Bert
- 1986 : Père et impair (en) (You Again?) : Cop
- 1986-1987 : La Loi de Los Angeles (L.A. Law) : Vinnie La Rosa
- 1986, 1991 et 1995 : Arabesque (Murder, She Wrote) : Det. Lt. Greco / Freddie / Rudolfo Petrocelli
- 1987 : Charles s'en charge (Charles in Charge) : Hank Holloway
- 1987 : She's the Sheriff (en) : Frankie Fontaine
- 1987 : 1st & Ten (en) : Jake
- 1987 : Tribunal de nuit (Night Court) : Santa
- 1988 : Histoires de l'autre monde (Tales from the Dark Side) : Vincent Dessari
- 1988 : Duet (en) : Marty
- 1988 : Day by Day (en) : Max
- 1989 : Columbo : Srgent Russo
- 1989 : Code Quantum (Quantum Leap) : Chuck Thompson
- 1989 : Star Trek : La Nouvelle Génération (Star Trek: The Next Generation) : Slade Bender
- 1989-1990 : The Tracey Ullman Show : Big Tony Manetti
- 1990 : Glory Days (en) : Lieutenant V.T. Krantz
- 1990 : Les Craquantes (The Golden Girls) : Coach Odlivak
- 1990 : Uncle Buck (en) : Bernie
- 1991 : The Fanelli Boys (en) :
- 1991 : Les Sœurs Reed (Sisters) : Sidney Getz
- 1991 : Sibs :
- 1991 : Quoi de neuf docteur ? (Growing Pains) : Ernie
- 1991-1992 : La Voix du silence (Reasonable Doubts) :
- 1992 : On the Air : Plumber
- 1992 : Brooklyn Bridge (en) : Mr Cavaretti
- 1992 : Jack's Place (en) : Moe Jablonski
- 1992 : Enquête privée (Bodies of Evidence) : détective Alfie
- 1992 : Beverly Hills 90210 : Clarence the Angel
- 1992 : Guerres privées (Civil Wars) : DeRubumpre
- 1992-1995 : Batman (Batman: The Animated Series) : Blitzen / Rocco / Détective Harvey Bullock (voix)
- 1993 : Docteur Doogie (Doogie Howser, M.D.) : Mr Healey
- 1993 : La Famille Torkelson (The Torkelsons/Almost Home) : Big Bob Petrelli
- 1993 : Bonkers : Crunchy Potato Chip (voix)
- 1993 : New York Police Blues (NYPD Blue) : Alfonse Giardella
- 1993 : The Mommies (en) : Santa #2
- 1993 : La Maison en folie (Empty Nest) : Millard
- 1994 : The Ties That Bind :
- 1994 : Diagnostic : Meurtre (Diagnosis Murder) : Bobby Rebetta
- 1994 : Le Prince de Bel-Air (The Fresh Prince of Bel-Air) : Duke
- 1994 : The Maharaja's Daughter : Di Fazio
- 1994 et 1995 : Loïs et Clark : Les Nouvelles Aventures de Superman (Lois & Clark: The New Adventures of Superman) : Louie / Gun Shop Owner
- 1995 : Santo Bugito (en) : Fingers (voix)
- 1995 : Friends : Joey Tribbiani Sr.
- 1995 : Platypus Man (en) : Sal
- 1995-1996 : Charlie Grace (en) : Artie Crawford
- 1996 : Duckman (Duckman: Private Dick/Family Man) : (voix)
- 1996 : Dingue de toi (Mad About You) : Door Guy
- 1996 : Ménage à trois (Partners) : Max Lobster
- 1996 : Townies : Mr Rosano
- 1997 : Superman, l'Ange de Metropolis (Superman: The Animated Series) : Détective Bullock
- 1997 : Kenan et Kel (Kenan and Kel) : Mr Maniaci
- 1997 : Murphy Brown : Dry Cleaner
- 1997 : Une nounou d'enfer (The Nanny) : Juror #4
- 1997 : La Vie à cinq (Party of Five) : Arnie Horn
- 1997 : Fired Up (en) : Mr Agular
- 1997 : Caroline in the City : Tony
- 1997 : Les Razmoket (Rugrats) : Vinnie (voix)
- 1997 : Teen Angel : oncle Lou
- 1997-1998 : Batman (The New Batman Adventures) : Carol Singer / 50's Henchman / Détective Harvey Bullock (voix)
- 1998 : Police Academy (Police Academy: The Series) : Marcus Erroneous
- 1998 : The Tony Danza Show (en) : Charlie Falcone
- 1998 : Demain à la une (Early Edition) : Sal
- 1998-1999 : Hercule (Hercules) : Philoctetes (voix)
- 1999 : DiResta (en) : Vic DiResta
- 1999 : Ally McBeal : George Chisholm
- 1999 : Spawn (Todd McFarlane's Spawn) : Mr Orvetti (voix)
- 1999 : Cousin Skeeter : Mr Schinkenslayer
- 2000 : Chicken Soup for the Soul : Papa
- 2000 : Good Versus Evil : Dino Corfu
- 2000 : Falcone (en) : Jackie Savino
- 2000 : Bull : Pete
- 2000 : The Norm Show : Tony DiBenedetto
- 2000 et 2006 : Les Griffin (Family Guy) : Biff / Louie Anderson / Danny DeVito (voix)
- 2001 : Kate Brasher (en) : Larry
- 2001 : Going to California (en) : Al Weeks
- 2001 : Providence : Carlo
- 2001 et 2003 : Mes parrains sont magiques (The Fairly OddParents) : Easter Bunny / Construction Worker Ape / Ape Truck Driver (voix)
- 2002 : Ginger : Chef Bob
- 2002 : Le Projet Zeta (The Zeta Project) : Titus Sweete
- 2002 : Disney's tous en boîte (Disney's House of Mouse) : Philoctetes (voix)
- 2002 : Bram & Alice (en) : Buddy Royal
- 2003 : Static Choc (Static Shock) : détective Harvey Bullock
- 2003 : Urgences (ER) : Pernicious Anemia Man
- 2004 : Rock Me Baby : Franco
- 2004 : NCIS : Enquêtes spéciales : Jimmy Napolitano
- 2004 : Will et Grace (Will & Grace) : Paul
- 2005 : Les Experts : Manhattan (CSI: NY) : Frank Meadows
- 2005 : Mind of Mencia (en) : Italian Man
- 2005 : Les Feux de l'amour (The Young and the Restless) : Hotel Desk Clerk
- 2006 : Mafiosa : Vinnie Brasi
- 2006 : Joey : Joseph 'Joey' Tribbiani Sr.
- 2006 et 2010 : Des jours et des vies (Days of our Lives) : Salvatore 'Sal' Bandino / Motel Clerk
- 2007 : Dirt : Tony
- 2007 : Boston Justice (Boston Legal) : Wayne Picker
- 2007 et 2010 : Hannah Montana : Jersey Guy / Al Blaine
- 2008 : Spectacular Spider-Man : Sullivan Edwards (voix)
- 2009 : Random! Cartoons : Bossman
- 2009 : Reno 911, n'appelez pas ! : Don Bronzoni
- 2009 : Castle : Sal Tenor
- 2011 : Quick Bites : Panello
- 2012 : The Manzanis : Joe
- 2013 : Tatami Academy (Kickin' It) : Harvey
- 2015 : About a Boy : Dennis the Deceiver

### Producteur
- 2007 : Banished de Omid Shabkhiz
- 2011 : Can Frankie Come Out? (court métrage) de Robert Costanzo et David Bacon
- 2013 : Can Frankie Come Out? 1 (court métrage) de Robert Costanzo et Diana Valentine

### Réalisateur
- 2011 : Can Frankie Come Out? (court métrage)
- 2013 : Can Frankie Come Out? 1 (court métrage)

### Scénariste
- 2011 : Can Frankie Come Out? (court métrage)
- 2013 : Can Frankie Come Out? 1 (court métrage)

## Jeux vidéo
- 1992 : Sewer Shark : Stenchler
- 1994 : The Adventures of Batman and Robin : Harvey Bullock (voix)
- 1998 : Disney's Hades Challenge : Philoctetes (voix)
- 1999 : Disney's Arcade Frenzy : Philoctetes (voix)
- 2002 : Kingdom Hearts : Philoctetes (voix)
- 2005 : Kingdom Hearts 2 : Philoctetes (voix)
- 2006 : The Sopranos: Road to Respect (en) : Angelo (voix)
- 2007 : Kingdom Hearts II: Final Mix+ : Philoctetes (voix)
- 2010 : Kingdom Hearts: Birth by Sleep : Philoctetes (voix)
- 2010 : Command and Conquer 4 : Le Crépuscule du Tiberium (Command & Conquer 4: Tiberian Twilight) :
- 2010 : Mafia II : Joe Barbaro / Derek Papalardo (voix)
- 2013 : Dizunî majikku kyassuru: Mai happî raifu : Phil (voix)
- 2013 : Batman: Arkham Origins : détective Harvey Bullock (voix)
- 2014 : Batman Arkham Origins - Un Cœur de Glace (Batman: Arkham Origins - Cold, Cold Heart) : Détective Harvey Bullock (voix)